# Alma (trilogie)

Alma est une trilogie de romans jeunesse de l'écrivain français Timothée de Fombelle, illustrée par François Place, et publiée chez Gallimard Jeunesse entre 2020 et 2024. Cette saga retrace l'histoire du commerce triangulaire et de l'esclavage à la fin du XVIIIe siècle, à travers la quête initiatique d'Alma, une adolescente africaine à la recherche de son frère cadet, et de toute une galerie de personnages dont les trajectoires croisent celle d'Alma à plusieurs reprises.

## Intrigue
Tout commence en Afrique de l’Ouest, où vivent Alma et sa famille. Ils sont les derniers survivants du peuple des Okos, très réputés chez les marchands d'esclaves, car détenteurs de pouvoirs magiques. Ils vivent cachés dans une vallée isolée du monde extérieur, la vallée d’Isaya. L’année de ses 13 ans, Alma rencontre un cheval qui est arrivé jusque dans cette vallée, et découvre alors un passage pour rejoindre le monde extérieur, que ses parents ont utilisé il y a bien longtemps pour fuir des marchands d'esclaves. Une nuit, inspiré par les histoires inventées que lui racontait Alma, son petit frère Lam quitte leur vallée par ce même passage. Alma, puis son père, Mosi, partent à sa recherche. Mais sa mère, Nao, et son grand frère Soum restent seuls dans la vallée, et se font capturer par des marchands d’esclaves. Alma, qui n’en sait rien, embarque clandestinement sur un navire négrier français, la Douce Amélie, direction l’Amérique, où elle espère pouvoir retrouver Lam…

## Thèmes
Cette saga aborde principalement les thèmes historiques du commerce triangulaire, de la piraterie, de la lutte pour l'abolition de l'esclavage et des révolutions française et haïtienne, ainsi que les thèmes plus intimes de l'exil, de la diaspora familiale subie et de la quête pour retrouver des proches perdus de vue (que l'on retrouve dans d'autres œuvres jeunesse de Timothée de Fombelle, comme Tobie Lolness).
Timothée de Fombelle a déclaré lui-même que c'est le seul livre pour lequel il s'est investi d'une « mission, celle de montrer le plus d'aspects possibles de ce qu'a été ce crime de l'esclavage et de la traite ».
« L’histoire d’Alma est née l’année de mes treize ans, sur la côte du Ghana, quand j’ai découvert les forteresses abandonnées dans lesquelles les esclaves africains étaient parqués avant d’être déportés par millions de l’autre côté de l’Atlantique. Je vivais avec ma famille dans un pays voisin. J’écrivais déjà. Et je me suis juré devant le labyrinthe de cette prison blanche, face à la mer, de raconter un jour ce crime de l’esclavage.
 »

## Personnages

### Personnages historiques

#### Thomas Clarkson
Thomas Clarkson est un personnage présent dans le roman au second et troisième tome, il mène dans Alma le même combat pour l’abolition de l’esclavage qu’il a mené dans l’Histoire. Il est d’abord présenté prenant les mesures d’un navire de traite, puis le lecteur le suit à Londres, et enfin il est présent pendant la Révolution française, dans le troisième tome du roman.

#### Toussaint Louverture
Alma rencontre un esclave nommé Toussaint au début du second tome, à Haïti, et il soigne son cheval, comme il est connu dans l’histoire pour ses capacités à guérir avec des plantes. On retrouve ce même personnage à la fin du troisième tome, où il participe à des réunions pour préparer la révolte des esclaves sur l’île. Il aide à nouveau Alma, qui loge chez lui pendant les nuits de la révolution. On apprend son nom complet, Toussaint Louverture, dans l’épilogue du roman.

## Écriture
Timothée de Fombelle a déclaré avoir réalisé un minutieux travail de recherche et de documentation historique en plusieurs étapes pendant le processus d'écriture de cette saga,. Cette déclaration a été reprise et corroborée par plusieurs journalistes spécialisés en littérature. Dans l'article "Alma enfin libre ?" de la revue Lire, l'écrivain déclare : « Il fallait lire à la fois les visions marxistes et libérales pour être dans le Paris de juillet 1789 avec précision. J’ai beaucoup trop lu, et ensuite j’ai tout balancé pour écrire à main nue. » Il faut aussi voir dans l’écriture d’Alma une volonté de la part de l’auteur : celle de mettre à l’honneur la parole de ceux qui ont subi l’esclavage ou ses conséquences. « La littérature des auteurs noirs des Caraïbes ou des États-Unis est pour moi essentielle pour rééquilibrer le manque de sources historiques basées sur la voix des victimes. Les deux premiers tomes d’Alma commencent par des citations de Toni Morrison et Aimé Césaire. »
Selon les journalistes Stéphane Bataillon et Stéphane Dreyfus de La Croix, le processus d'écriture s'est étalé sur treize ans.

## Publication
Le premier tome de la trilogie, Alma, le vent se lève, est publié par Gallimard Jeunesse en 2020. Il a depuis été traduit en plusieurs langues : d'abord en italien par Maria Bastanzetti, publié en 2021 par Mondadori sous le titre Alma del vento ; puis en anglais par Holly James, publié en 2022 par Europa Editions (en) sous le titre The wind rises.
Le second tome, Alma, l'enchanteuse, est publié par Gallimard Jeunesse en 2021.
Le troisième tome, Alma, la liberté, est publié par Gallimard Jeunesse en 2024. Il a été traduit en italien par Maria Bastanzetti, publié en 2024 par Mondadori sous le titre Alma del vento. Il canto della libertà.

## Réception critique
Le premier tome reçoit les éloges du Monde des livres et de Lire - Le Magazine littéraire.
Il est en revanche critiqué par l'éditeur anglo-américain de Timothée de Fombelle, Walker Books, qui déclare refuser de publier ce roman parce que, selon lui, « quand on est blanc, donc du côté de ceux qui ont exploité les Noirs, on ne peut pas décemment s'approprier l'histoire de l'esclavage ».
Après la publication du troisième tome de la série, le journaliste Laurent Marsick de RTL estime que c'est une « saga qui marquera à jamais la littérature jeunesse ». Selon la journaliste de Télérama Raphaële Botte, la trilogie Alma est une fresque envoûtante qui marque l'aboutissement, pour Timothée de Fombelle, « des lectures et recherches qu’il a engrangées depuis trente ans ».

### Prix et nominations
Le premier tome de la trilogie a remporté le prix Sorcières "Carrément Passionnant maxi" 2021, le prix Gulli du Roman 2020, le prix #MonLivreDeLété 2020 de France Télévision pour la catégorie "Roman Jeunesse" et a été désigné "Meilleur livre de l'année 2020 catégorie jeunesse" dans le classement Lire - Le Magazine littéraire,. En 2024, la trilogie gagne le Prix du Livre Cultissime.